# Borbona
Borbona ist eine Gemeinde in der Provinz Rieti in der italienischen Region Latium mit 573 Einwohnern (Stand 31. Dezember 2023). Sie liegt 115 km nordöstlich von Rom und 42 km nordöstlich von Rieti.

## Geographie
Borbona liegt auf einer Hochebene oberhalb des Tals des Velino in den Sabiner Bergen. Die Ortsteile sind Piedimordenti und Vallemare.
Borbona ist Mitglied der Comunità Montana del Velino.
Die Nachbarorte sind Antrodoco, Cagnano Amiterno (AQ), Cittareale, Micigliano, Montereale (AQ) und Posta.

## Bevölkerungsentwicklung
| Jahr      | 1861 | 1881 | 1901 | 1921 | 1936 | 1951 | 1971 | 1991 | 2001 |
| --------- | ---- | ---- | ---- | ---- | ---- | ---- | ---- | ---- | ---- |
| Einwohner | 1638 | 1856 | 2237 | 2443 | 2109 | 1752 | 924  | 734  | 725  |

Quelle: ISTAT

## Politik
Maria Antonietta di Gaspare (Lista Civica: Generazioni) wurde am 5. Juni 2016 zur Bürgermeisterin gewählt.

## Persönlichkeiten
- Giuseppe D’Annibale (1815–1892), italienischer Theologe und Kardinal